# 岐阜県立高山工業高等学校
岐阜県立高山工業高等学校（ぎふけんりつ たかやまこうぎょうこうとうがっこう、英: Gifu Prefectural Takayama Technical High School）は、岐阜県高山市にある県立工業高等学校。通称は「高工（たかこう）」。

## 設置学科
- 機械工学科（2022年度に機械科から学科改編）
- 電子機械工学科（2022年度に電子機械科から学科改編）
- 電気工学科（2022年度に電気科から学科改編）
- 建築インテリア工学科（2022年度に建築インテリア科から学科改編、※2年次から下記の2類型に分かれる）
  - 建築類型
  - インテリア類型
- 機械科（学科改編により2023年度末閉科予定）
- 電気科（学科改編により2023年度末閉科予定）
- 電子機械科（学科改編により2023年度末閉科予定）
- 建築インテリア科（学科改編により2023年度末閉科予定、※2年次から下記の2類型に分かれる）
  - 建築類型
  - インテリア類型

## 沿革
本校の起源は、1944年に設立された岐阜県高山航空工業学校に求められる。第二次世界大戦中の資材不足を背景として木製の戦闘機を製造する試みがあり（キ106。四式戦闘機参照）、飛騨地方の伝統的な木工技術を利用するべく、1944年に高山航空工業株式会社（飛騨木工株式会社（現在の飛騨産業）などが参画）が設立された。高山航空工業学校は、その製造技術者を育成する目的で開校した。
第二次世界大戦後には、航空機科と機械科を木材工芸科と建築科に再編し、岐阜県高山工業学校と改称。学制改革によって岐阜県立高山工業高等学校に改組されるが、まもなく小学区制（高校三原則参照）による学校再編が行われたことにより、岐阜県立斐太高等学校に統合されていったんは廃校となる。
高山工業高校に由来する工業系学科（工業科・建築科）は、1957年に新設の岐阜県立斐太実業高等学校に移管された。斐太実業高等学校は農業系学科と工業系学科を擁していたが、1973年に両者が分立し（農工分離）、工業系学科は岐阜県立高山工業高等学校の名で再度開設されることとなった。

### 年表
高山航空工業学校→高山工業学校→高山工業高等学校
- 1944年（昭和19年）4月1日 - 岐阜県高山航空工業学校創立。航空機科・機械科を設置[1]。
  - 校地・校舎は第二国民学校跡地[注釈 2]
- 1945年（昭和20年）11月9日 - 岐阜県高山工業学校と改称。航空機科を木材工芸科に、機械科を建築科に改編[1]。
- 1947年（昭和22年）
  - 4月1日 - 新制中学校を併設[1]。岐阜県立高山工業高等学校に改組[1]。
  - 8月18日 - 岐阜県立斐太高等学校に統合[1]。木材工芸科、建築科は斐太高等学校のある三福寺町に移転。校舎は併設されていた新制中学校（高山市立第三中学校）の校舎となる。

斐太高等学校
斐太実業高等学校
- 1957年（昭和32年）4月1日 - 高山地区高等学校再配置、岐阜県立斐太実業高等学校開校[5]。
  - 高山高等学校より農業科・林業科・畜産科を移管
  - 斐太高等学校より建築科・木材工芸科を移管。
- 1973年（昭和48年）3月31日 - 岐阜県立斐太実業高等学校廃止[5]。
  - 農業科・畜産科・農業土木科・林業科・生活科は斐太農林高等学校に移管。
  - 機械科・電気科・建築科・工芸科は岐阜県立高山工業高等学校に移管。

高山工業高等学校
- 1973年（昭和48年）4月1日 - 岐阜県立高山工業高等学校設立[1]。機械科・電気科・建築科・インテリア科（移行に際し工芸科より改称）を設置し[1]、第2学年以上は斐太実業高等学校より編入学。校地は千島町の斐太実業高等学校の校地を使用。
- 1974年（昭和49年）4月1日 - 電子科設置[1]。
- 1975年（昭和50年）3月28日 - 北校舎棟竣工（全科実習室）。
- 1977年（昭和52年）1月25日 - 機械科実習棟竣工。
- 1978年（昭和53年）3月29日 - 格技場竣工。
- 1979年（昭和54年）12月12日 - 本館棟竣工。
- 1988年（昭和63年）6月13日 - 体育館・白楊会館竣工。
- 1989年（平成元年）
  - 3月20日 - 寄宿舎棟竣工。
  - 4月1日 - 電子科を電子機械科（電子コース・電子機械コース）に改編[1][6]。
- 1991年（平成3年）3月25日 - 東校舎棟竣工（建築科・電子機械科実習室）。
- 1993年（平成5年）3月22日 - グランド整備工事完了（グリーキャンパス敷設）。
- 1994年（平成6年）
  - 11月2日 - 創立50周年記念式典挙行。
  - 12月20日 - トレーニングルーム竣工。
- 1995年（平成7年）3月29日 - 西校舎棟竣工（電子機械科・家庭科実習室）。
- 1997年（平成9年）4月1日 - 電子機械科コース別募集停止。
- 2001年（平成13年）
  - 8月31日 - 本館棟耐震補強工事完了。
  - 11月2日 - ゴミ分別収集場兼倉庫竣工。
- 2005年（平成17年）
  - 2月28日 - 部倉庫建築（木造平）。
  - 10月21日 - グラウンド照明増設工事完了。
  - 10月24日 - 南棟耐震補強工事完了。
  - 11月30日 - 格技場耐震補強工事完了。
- 2006年（平成18年）
  - 3月24日 - 鋳造・溶接実習棟耐震補強工事完了。
  - 9月19日 - 北棟（西側）耐震補強工事完了。
- 2007年（平成19年）4月1日 - 建築科・インテリア科を募集停止し、統合して建築インテリア科に学科改編[1][6]。
- 2009年（平成21年）11月13日 - 配管改修工事完了（給水・消火・ガス配管・本館棟・管理棟暖房設備改修）。
- 2010年（平成22年）3月26日 - 南棟（西）耐震補強工事完了。
- 2011年（平成23年）3月9日 - 北棟（東）耐震補強工事完了。
- 2014年（平成26年）11月1日 - 創立70周年記念式典挙行。
- 2016年（平成28年）3月24日 - 南棟屋上外壁庇改修工事完了。
- 2017年（平成29年）
  - 3月23日 - 武道場屋根外壁床改修工事完了。
  - 12月20日 - 北棟屋上外壁庇・本館棟4階・美術室床・寄宿舎屋根・白楊会館屋根改修等工事完了、テニスコート東西生徒用駐輪場照明設置工事完了。
- 2018年（平成30年）
  - 4月 - 建築インテリア科の県外からの募集を開始する。
  - 11月27日 - 体育館屋根外壁等改修工事完了。
- 2019年（令和元年）6月25日 - 本館棟普通教室空調設備工事完了。
- 2020年（令和2年）
  - 1月16日 - 東棟屋上外壁等修繕工事完了。
  - 12月4日 - 本館棟トイレ改修工事完了。
- 2021年（令和3年）3月26日 - 準普通教室等空調設備設置工事。
- 2022年（令和4年）4月1日 - 機械科・電気科・電子機械科・建築インテリア科を募集停止し、機械工学科・電子機械工学科・電気工学科・建築インテリア工学科に学科改編。

## 部活動
- 運動部 - 野球、サッカー、陸上競技、ハンドボール、ソフトテニス、スキー、バレーボール、バスケットボール、卓球、バドミントン、柔道、弓道
- 文化部 - 美術・書道、茶道・華道、機械技術、電気技術、電子機械技術、建築インテリア技術

## 校歌
作詞：西村宏一、作曲・編曲：岩井直溥

## 所在地
〒506-0032　岐阜県高山市千島町291番地

## 出身者
- 中ノ瀬幸泰（元プロ野球選手）
- 挾土秀平（左官・芸術家）